# Svjetsko prvenstvo u rukometu – Čehoslovačka 1990.
Svjetsko prvenstvo u rukometu 1990. održano je od 28. veljače do 10. ožujka u Čehoslovačkoj. Svjetski prvaci postali su Šveđani koji su u finalu savaldali reprezentaciju Sovjetskog Saveza.

## Prva faza natjecanja

### Grupa A
- Mađarska - Francuska 19:18 (9:7)
- Švedska - Alžir 20:19 (11:8)
- Alžir - Mađarska 16:22 (7:11)
- Francuska - Švedska 18:26 (9:13)
- Mađarska - Švedska 20:25 (8:14)
- Francuska - Alžir 23:20 (7:7)

1. Švedska 6
2. Mađarska 4
3. Francuska 2
4. Alžir 0

### Grupa B
- Koreja - Rumunjska 24:26 (12:12)
- Čehoslovačka - Švicarska 12:13 (5:7)
- Švicarska - Koreja 17:21 (5:11)
- Rumunjska - Čehoslovačka 25:17 (11:9)
- Koreja - Čehoslovačka 24:29 (10:17)
- Švicarska - Rumunjska 16:24 (8:12)

1. Rumunjska 6
2. Koreja 2 (-3)
3. Čehoslovačka 2 (-4)
4. Švicarska 2 (-10)

### Grupa C
- SFR Jugoslavija - Španjolska 17:18 (9:6)
- Island - Kuba 27:23 (17:8)
- Kuba - SFR Jugoslavija 27:28 (14:16)
- Španjolska - Island 19:18 (11:11)
- SFR Jugoslavija - Island 27:20 (10:11)
- Kuba - Španjolska 26:29 (10:12)

1. Španjolska 6
2. SFR Jugoslavija 4
3. Island 2
4. Kuba 0

### Grupa D
- Sovjetski Savez - Poljska 26:21 (13:9)
- DR Njemačka - Japan 26:22 (18:7)
- Japan - Sovjetski Savez 16:36 (14:16)
- Poljska - DR Njemačka 17:25 (9:9)
- Sovjetski Savez - DR Njemačka 34:19 (15:10)
- Poljska - Japan 25:17 (12:11)

1. Sovjetski Savez 6
2. DR Njemačka 4
3. Poljska 2
4. Japan 0

## Druga faza natjecanja

### Grupa 1
- Švedska - Čehoslovačka 26:20 (15:9)
- Mađarska - Koreja 27:24 (14:11)
- Francuska - Rumunjska 21:25 (11:12)
- Čehoslovačka - Francuska 21:21 (9:9)
- Rumunjska - Mađarska 21:24 (10:13)
- Koreja - Švedska 23:34 (7:17)
- Francuska - Koreja 31:24 (13:12)
- Mađarska - Čehoslovačka 20:20 (8:10)
- Švedska - Rumunjska 19:20 (9:12)

1. Švedska 8 (+29)
2. Rumunjska 8 (+12)
3. Mađarska 7
4. Čehoslovačka 4
5. Francuska 3
6. Koreja 0

### Grupa 2
- Španjolska - Poljska 24:17 (12:10)
- SFR Jugoslavija - DR Njemačka 21:20 (9:11)
- Island - Sovjetski Savez 19:27 (8:14)
- Sovjetski Savez - SFR Jugoslavija 24:22 (11:8)
- Poljska - Island 27:25 (11:13)
- DR Njemačka - Španjolska 25:20 (11:9)
- Španjolska - Sovjetski Savez 28:37 (17:14)
- SFR Jugoslavija - Poljska 33:20 (18:10)
- Island - DR Njemačka 19:17 (8:12)

1. Sovjetski Savez 10
2. SFR Jugoslavija 6 (+18)
3. Španjolska 6 (-5)
4. DR Njemačka 4
5. Island 2 (-16)
6. Poljska 2 (-31)

### Utakmice za poredak od 13. do 16. mjesta
- Alžir - Kuba 20:20 (8:11)
- Kuba - Švicarska 26:32 (11:16)
- Švicarska - Japan 22:12 (15:3)
- Kuba - Japan 23:20 (10:13)
- Alžir - Švicarska 18:22 (10:14)
- Japan - Alžir 21:20 (10:10)

1. Švicarska 6
2. Kuba 3
3. Japan 2
4. Alžir 1

### Finalne utakmice
- Za 11. mjesto
  - Koreja - Poljska 27:33 (13:13)
- Za 9. mjesto
  - Francuska - Island 29:23 (15:11)
- Za 7. mjesto
  - Čehoslovačka - DR Njemačka 17:16 (8:6)
- Za 5. mjesto
  - Mađarska - Španjolska 19:23 (8:10)
- Za 3. mjesto
  - Rumunjska - SFR Jugoslavija 27:21 (10:12)
- Finale
  - Švedska - Sovjetski Savez 27:23 (11:12)

## Konačni poredak
1. Švedska
2. Sovjetski Savez
3. Rumunjska
4. SFR Jugoslavija
5. Španjolska
6. Mađarska
7. Čehoslovačka
8. DR Njemačka
9. Francuska
10. Island
11. Poljska
12. Koreja
13. Švicarska
14. Kuba
15. Japan
16. Alžir

## Vanjske poveznice
- Statistika IHF-a  Arhivirana inačica izvorne stranice od 15. kolovoza 2012. (Wayback Machine)